# Beaulandais
Beaulandais foi uma comuna francesa na região administrativa da Normandia, no departamento Orne. Estendia-se por uma área de 8,56 km². Em 2010 a comuna tinha 153 habitantes (densidade: 17,9 hab./km²).
Em 1 de janeiro de 2016, passou a formar parte da nova comuna de Juvigny Val d'Andaine.